# Paja de Sombrero
Paja de Sombrero è un comune (corregimiento) della Repubblica di Panama situato nel distretto di Gualaca, provincia di Chiriquí. Si estende su una superficie di 62,7 km² e conta una popolazione di 653 abitanti (censimento 2010).